# Рохожњик (Хумење)
Рохожњик (слч. Rohožník) насељено је мјесто са административним статусом сеоске општине (слч. obec) у округу Хумење, у Прешовском крају, Словачка Република.

## Становништво
| Година:    | 1994. | 2004.    | 2014.    | 2024.    |
| ---------- | ----- | -------- | -------- | -------- |
| Број људи: | 59    | 31       | 27       | 37       |
| Разлика:   |       | -47,45 % | -12,90 % | +37,03 % |

| Година:    | 2023. | 2024. |
| ---------- | ----- | ----- |
| Број људи: | 37    | 37    |
| Разлика:   |       | +0 %  |

Према подацима о броју становника из 2024. године насеље је имало 37 становника.